# Clara Araújo
Clara Maria de Oliveira Araújo (Teofilândia, 5 de junho de 1958) é uma socióloga brasileira. Foi a primeira mulher a presidir a União Nacional dos Estudantes, sendo eleita para o cargo no 33º congresso da entidade, em 1982.
Começou a trabalhar em 1985. Foi professora substituta no Departamento de Sociologia da UFF, em 1987. Deixou a instituição para fazer seu doutorado e tornou-se professora da Uerj em 1999.
Especialista em questões de gênero, dedica-se a pesquisas sobre a participação da mulher na política brasileira. Em colaboração com Maria Celi Scalon, publicou o livro Gênero, família e trabalho no Brasil (FGV, 2005). Recebeu o Diploma Bertha Lutz em 2015